# Ewsum (borg)
Ewsum of De Oort is een voormalige borg bij Middelstum, in de Nederlandse provincie Groningen. Van de borg resteren alleen de kenmerkende geschutskoepel uit 1472 en een van de schathuizen. De borg wordt wel gezien als het stamslot van de familie Van Ewsum, maar dit is onzeker. Nazaat Wigbold liet later de borg Nienoord bouwen.

## Geschiedenis

### Beginperiode
Aan de oostzijde van het Boterdiep loopt de Oldenoordweg door de oude streek Den Oert, die bereikbaar is via de brug Toptil. Hier stond in de middeleeuwen het stamslot De Oert van de latere familie van Ewsum, dat volgens een vervalste oorkonde rond 1250 door de Stadgroningers werd verwoest. In dezelfde vervalste oorkonde staat dat in 1278 in de nabijheid van dit verwoeste slot een borg werd gebouwd in opdracht van jonker Ewe van de Oert. Deze borg kreeg de naam 'Ewesheim' (heem van Ewe), een naam die later werd vervormd tot Ewsum. 
De borg wordt voor het eerst vermeld in een oorkonde uit 1371. In een oudere oorkonde uit 1353 wordt beweerd dat jonker Ewe (Ewo) uit Middelstum een kasteel had "in den Oert" (mogelijk op de plek van de huidige boerderij Oldenoord), dat door Groningers zou zijn "omgeworpen', waarop de jonker in 1278 iets westelijker een nieuwe borg liet bouwen. Deze oorkonde is echter een vervalsing waarvan onzeker is of er ook waarheden in staan. Ewsum is een samentrekking van "Ewes heem/heim" (woonplaats). Ewes familie vernoemde zich daarop naar de borg; Ewesma. Opvallend detail is dat Ewes enige kind en dochter Menneke trouwde met Hidde (Hiddo) Tamminga van Hornhuizen en dat deze ook de naam Ewesma aannam; ene Ewe (waarschijnlijk de zoon van de eerder genoemde Ewe) had dit als huwelijksvoorwaarde afgedwongen van Hidde om te voorkomen dat zijn geslachtsnaam zou uitsterven. De familie Ewesma was een van de invloedrijkste Ommelander geslachten van de 14e tot de 16e eeuw. Hidde werd volgens Ubbo Emmius in 1428 eigenhandig gedood door Focko Ukena nadat zijn legertje een nederlaag had geleden tegen Ukena, waarop Ukena ter herstel van de familie-eer zijn dochter Bawe ten huwelijk gaf aan Hiddes zoon Ewe (Ewo). Het verhaal over zijn dood lijkt echter niet te kloppen want Hidde komt ook nog in 1431 in de annalen voor, zij het onder de naam Hidde Tamminga. Het huwelijk vond echter wel degelijk plaats. Menneke liet de borg mogelijk verbouwen na de dood van Hidde want in 1439, 1442 en 1443 wordt steen aangekocht, van geslechte borgen in de buurt. Waarschijnlijk was Ewsum oorspronkelijk een steenhuis, daar een dergelijk gebouw deels zichtbaar is achter de traptoren op een kopie van een schilderij uit rond 1600.

### Onno van Ewsum
Hiddes jongste zoon Onno erfde Ewsum na zijn dood in 1428. In de eerste helft van de 15e eeuw werd door Onno in het water een schildmuur met poortgebouw gebouwd. Later werd de borg verder versterkt met een hoektoren. Als reactie op de steeds sterker wordende vuurwapens die werden gebruikt in de strijd tussen de Schieringers en Vetkopers werd ten slotte in 1472 de zware donjon (geschuttoren) gebouwd. De muren van deze toren, waarvan de stad Groningen de bouw tevergeefs probeerde te verhinderen, zijn meer dan 2 meter dik en bijna twaalf meter in diameter. Boven op de donjon bevond zich nog een verdieping, die in 1649 weer is verwijderd.

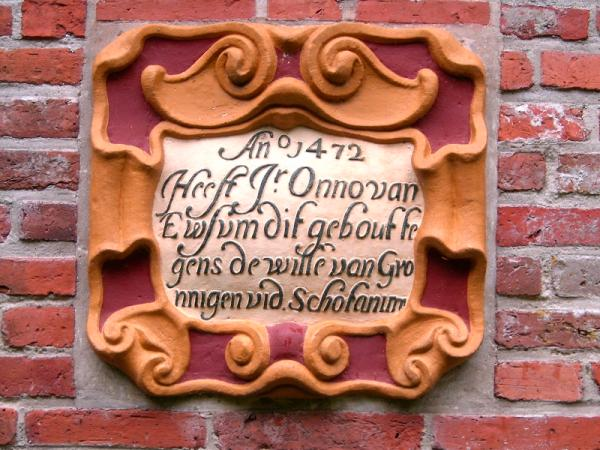
Plakkaat op de geschuttoren van de Borg Ewsum
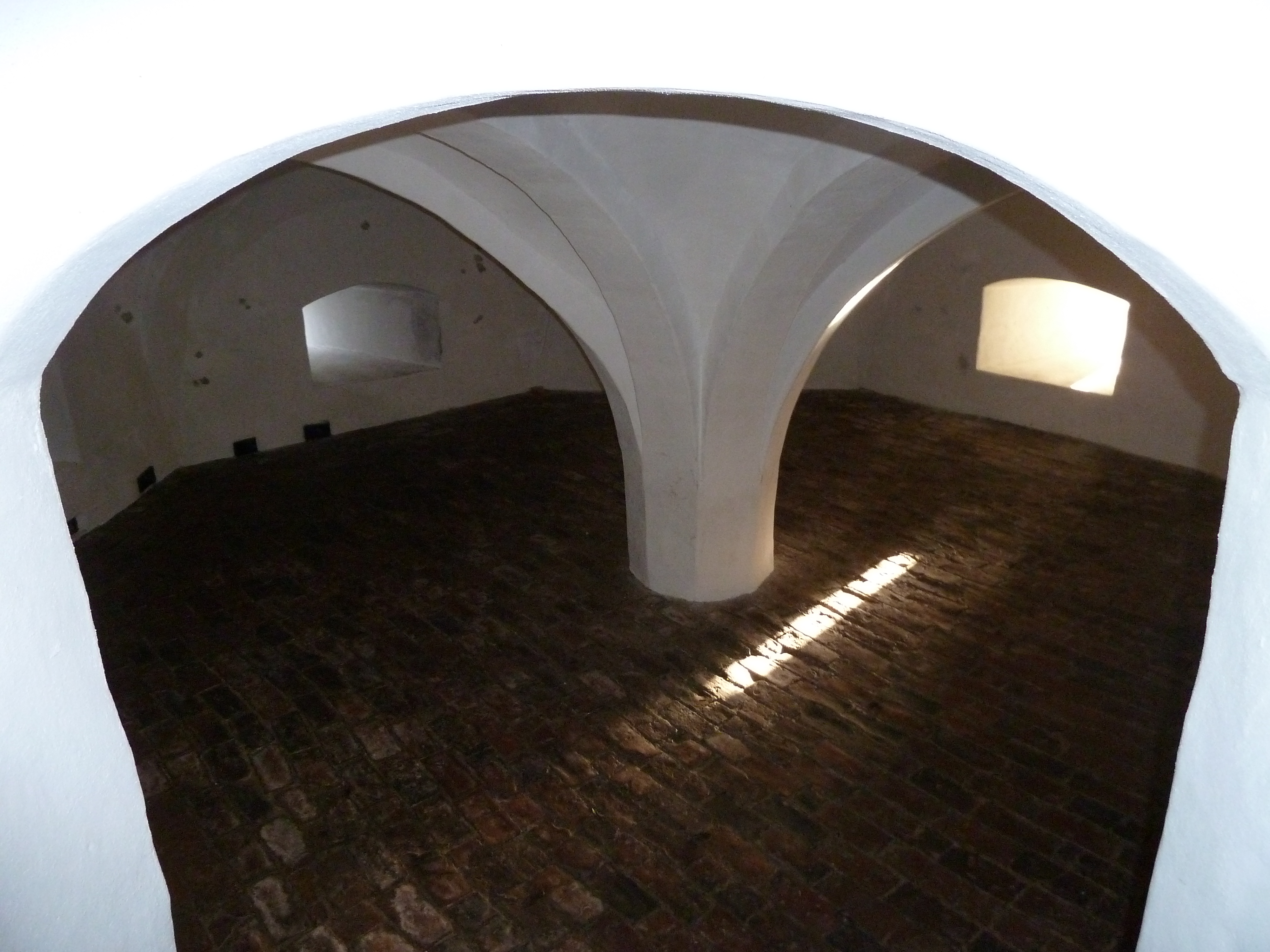
Binnenaanzicht vanaf de ingang
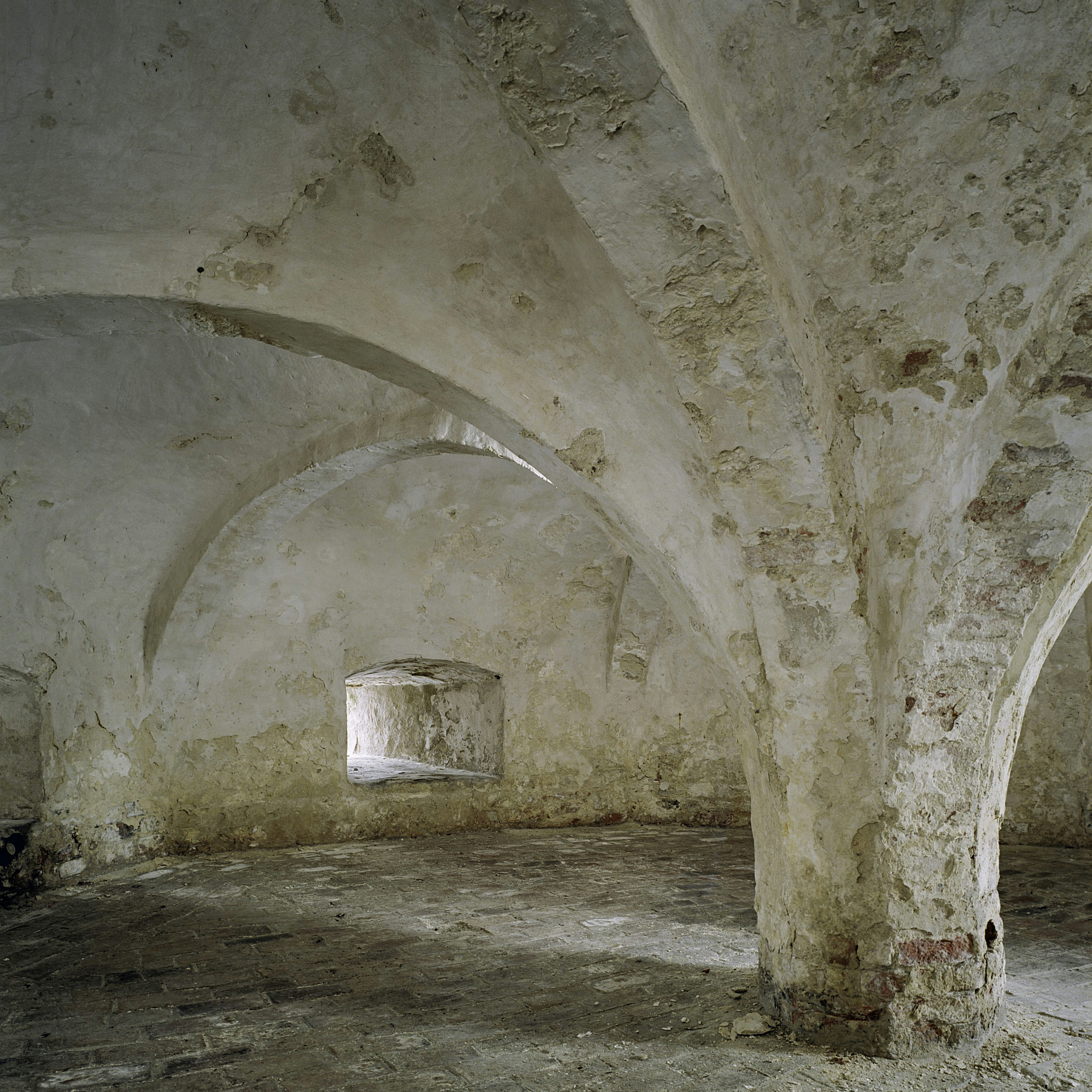
Interieur
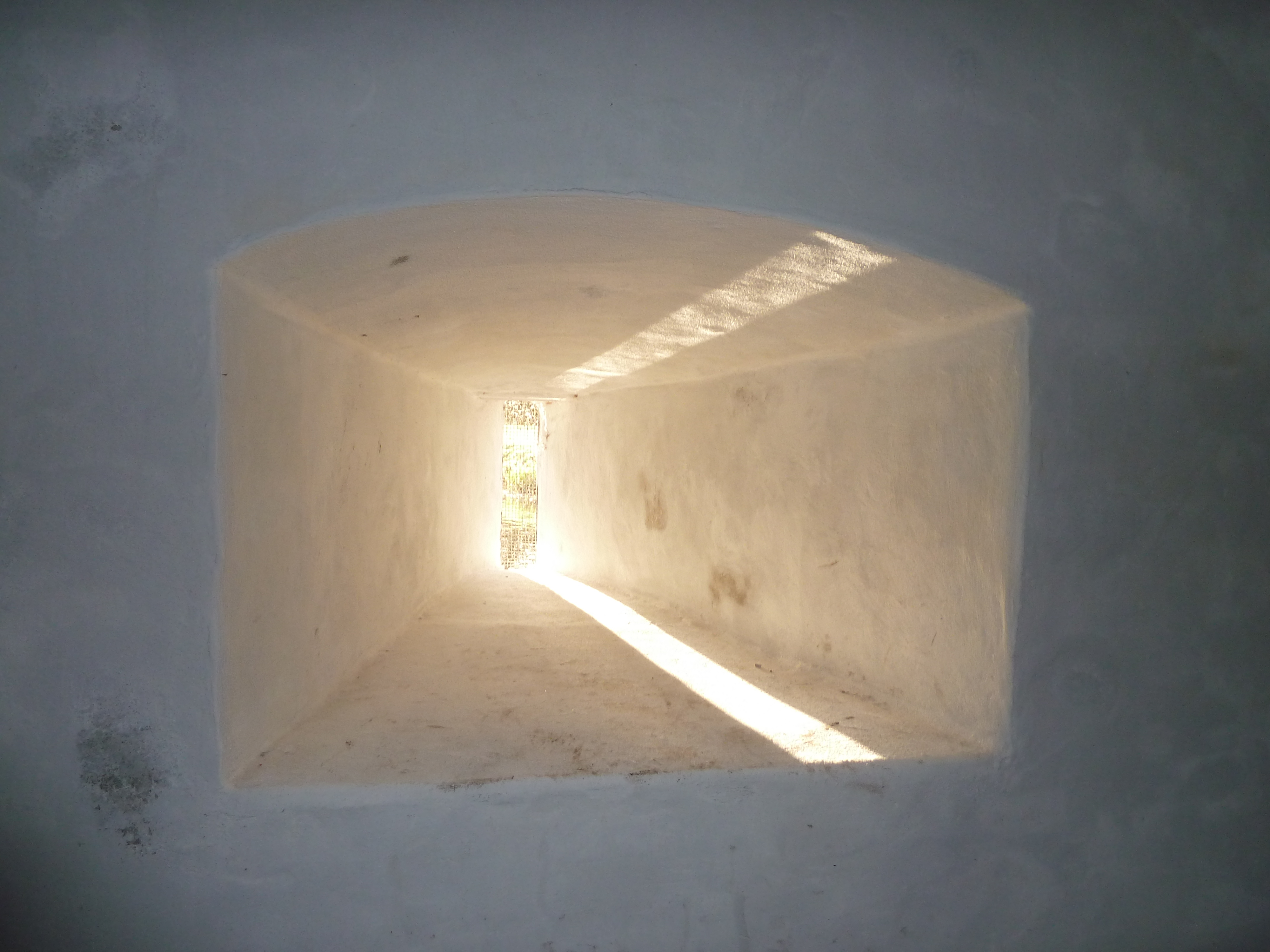
Een van de diepe schietgaten van de toren

Onno maakte in 1450 samen met de oud-burgemeester van Groningen, Albert Jarges, een reis naar Heilige Land. Beiden werden in Jeruzalem geridderd. Jarges overleefde de reis niet, hij verdronk bij een aanval door de Saracenen in de Jordaan. Van Ewsum werd gevangengenomen en wist zich vrij te kopen. Als dank voor zijn behouden terugkeer zou hij de kerk van Middelstum hebben laten verbouwen en vergroten. Onder de heerschappij van Onno werden de eigendommen van de familie sterk uitgebreid. Bij zijn dood in 1489 bezat hij 1899 hectare land, 647,5 hectare had hij in gemeenschappelijk bezit met de familie Tamminga en verder had hij huizen in de stad en in Norden. Formsma noemt hem "ongetwijfeld [...] de rijkste hoofdeling van de Ommelanden". De kinderen van Onno noemden zich vervolgens Van Ewsum.

### Gelderse Oorlogen

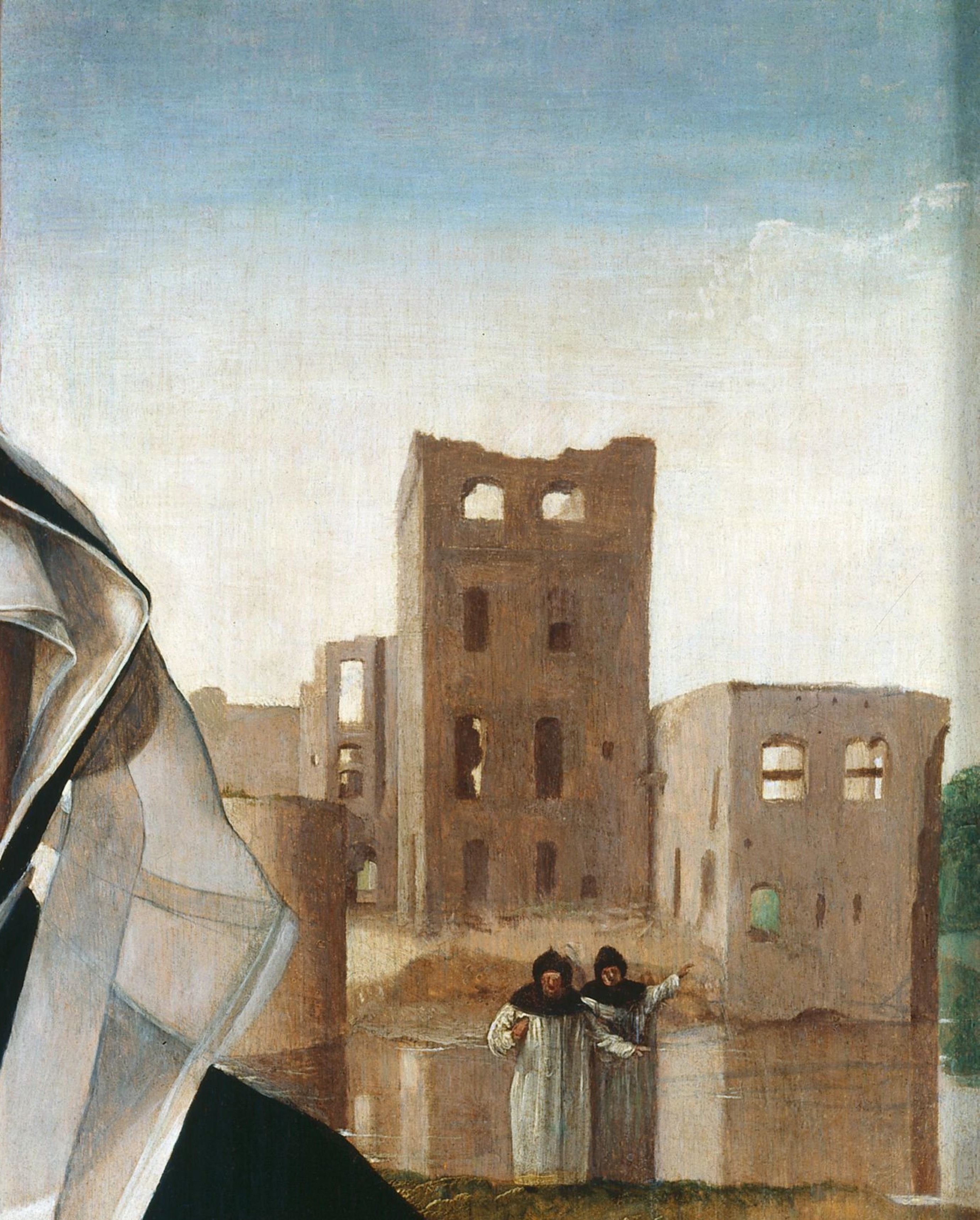
Vermoedelijke ruïne van Ewsum rond 1530. Onderdeel van het schilderij van Beetke van Rasquert

Onno had vier zonen (en een aantal dochters); Hidde (die al overleed in 1494), Abeke, Relof en Wigbold. Eind 15e eeuw kozen de overgebleven drie broeders Van Ewsums de kant van Albrecht van Saksen en Edzard I van Oost-Friesland en keerden zich daarmee tegen de Groningers in de Gelderse Oorlogen. De stad liet Mensinge plunderen en ook Ewsum liep in 1499 zware schade op. Onno's zoon Abeke was bevelhebber van Appingedam onder Edzard en overleed in 1503 zonder kinderen.
In 1506 erkende de stad de heerschappij van Edzard en was het weer even rustig, zodat de Van Ewsums Ewsum en Mensinge konden herstellen. Onno's jongste zoon Wigbold kreeg Ewsum en zijn broer Relof Mensinge. Nadat Albrechts opvolger George in 1514 brak met Edzard, kozen de Van Ewsums de kant van de eerste. Nadat zij hetzelfde jaar Appingedam samen met hem in hadden genomen (en een deel van de bevolking vermoordden), werden ze door George tot ridder geslagen. De troepen van George werden echter teruggeslagen en in 1515 deed hij zijn rechten over aan keizer Karel V, hetgeen de broers echter niet wilden erkennen, zodat zij vluchtten moesten. In 1515 werd Wigbold van zijn eed van trouw ontslagen door George en in 1520 ook door Karel V, waarop deze hem toestemming verleende om terug te keren naar de Ommelanden. Ewsum werd echter niet meteen weer bewoond; Wigbold ging wonen op Nienoord en richtte zich op het versterken van zijn rechtspositie in Vredewold. Ewsum werd na de dood van Wigbold in 1528 waarschijnlijk bewoond door huisbewaarders en niet door de familie. Zijn weduwe Beetke en Wigbolds zonen Onno, Johan, Hidde, Christoffel en Wigbold lieten het niet tot een boedelscheiding komen. Zoon Onno overleed in 1537 zonder kinderen na te laten en Hidde volgde in 1546.

### Johan van Ewsum
Toen Beetke overleed in 1554 kreeg Johan daarom de borg Ewsum en Mensinge, zijn broertje Christoffel kreeg Mathenesse en Wigbold kreeg Nienoord. Johan gaf de voorkeur aan Mensinge, maar mogelijk heeft hij ook te Ewsum verbleven want in 1561 werden gebrandschilderde ramen aangebracht en waarschijnlijk ook een schouw die nu in het Rijksmuseum Amsterdam staat. De borg werd verder uitgebreid met de een traptoren. Ook werd de ingang verplaatst. Johan was hervormingsgezind, maar vocht wel tegen de protestanten in de Schmalkaldische Oorlog om zich vervolgens afzijdig te houden bij de eerste invasie (Slag bij Heiligerlee). Hij overleed in 1570 met grote schulden.

### Schulden en verkopen

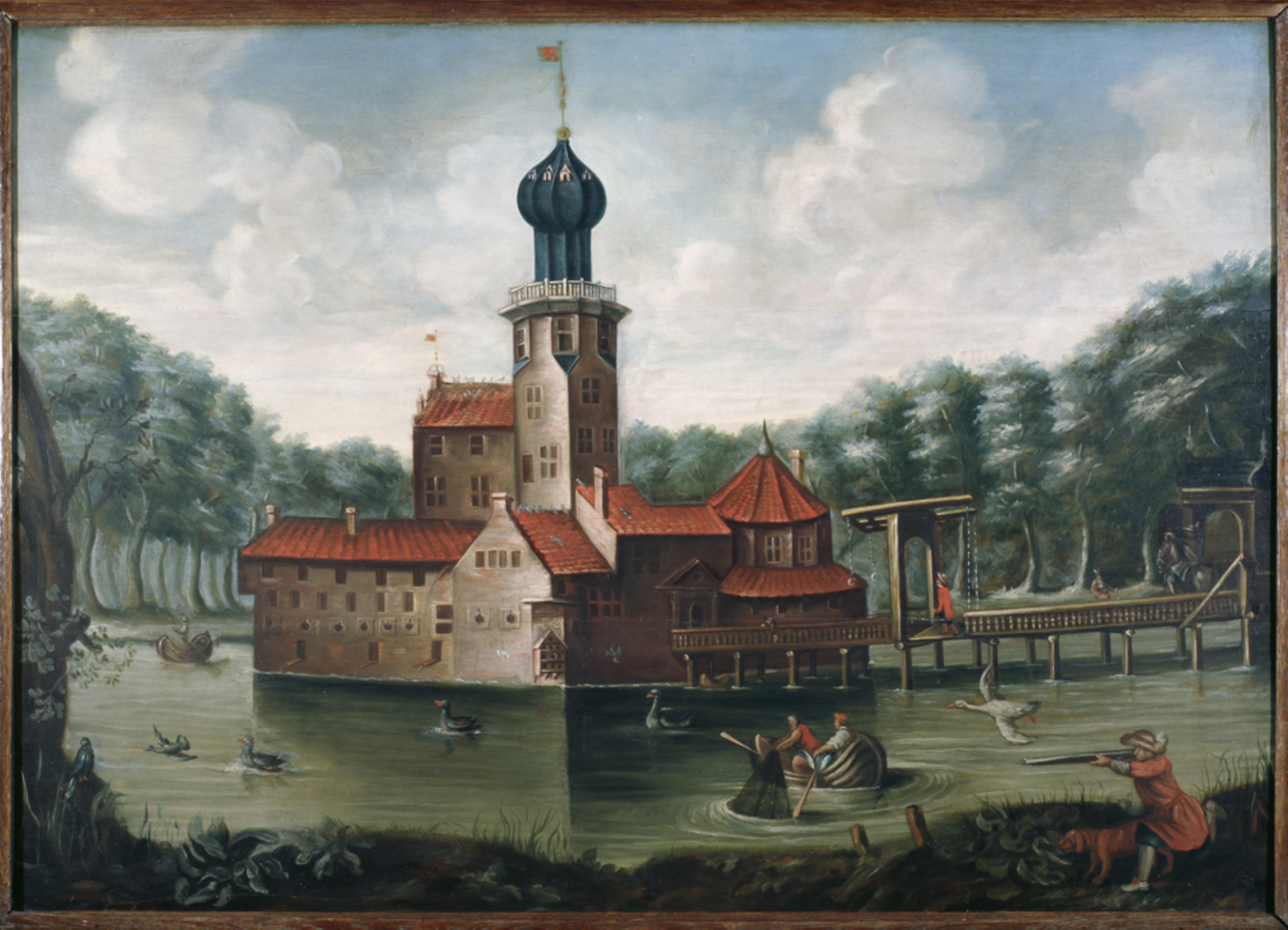
De borg Ewsum op een 18e-eeuws schilderij zoals het eruit zou hebben gezien vóór 1649. De geschutstoren heeft dan nog een bovendeel.

Johan had vier kinderen; Aepco (of Onno), Jurgen, Joost en dochter Susanna. Jurgen overleed in 1583 en Aepco koos de kant van de Spanjaarden en overleed kinderloos in 1599. Joost kreeg daarop Mensinge en Susanna, die getrouwd was met hopman Jacques Salencijn, kreeg Ewsum. Omdat de boedel zwaar met schulden was belast, moesten veel bezittingen echter worden verkocht. Susanna droeg om de verkoop van Ewsum te verhinderen de borg over aan neef Caspar van Ewsum (bekend als bevelhebber van Coevorden). Deze wist een eerste verkoop te verhinderen, maar toen in 1601 de borg toch moest worden geveild, kocht hij hem zelf. In 1610 schonk hij de borg aan zijn neef Luirdt baron Ripperda tot Winsum.

### Coenders en Evert Lewe
Na de dood van Luirdt Ripperda in 1616 verkocht zijn weduwe Ida Lewe van Zandeweer de borg door aan de Groningse burgemeester Abel Coenders. Deze liet in 1628 gebrandschilderde ramen aanbrengen, om het jaar erop te overlijden. Zijn dochter Anna overleed een jaar eerder, in 1628. Zij was getrouwd geweest met Evert Lewe van de Ulrumse borg Asinga en had met hem vier kinderen gekregen. Bij een boedelscheiding verkreeg Evert Lewe als wettige voogd over zijn kinderen daarom Ewsum en de Middelstumse borg Asinga (Emda). De vrouw van Abel Coenders kreeg bij de boedelscheiding het reeds door haar bewoonde huis aan de Groningse Oude Boteringestraat, waar ze in 1649 overleed. Evert zette de traditie van zijn schoonvader Abel Coenders, die in 1622 de torenklok van Toornwerd had laten gieten, voort en liet een torenklok gieten voor de kerk van Middelstum en liet die van Westerwijtwerd hergieten, beide in 1630.

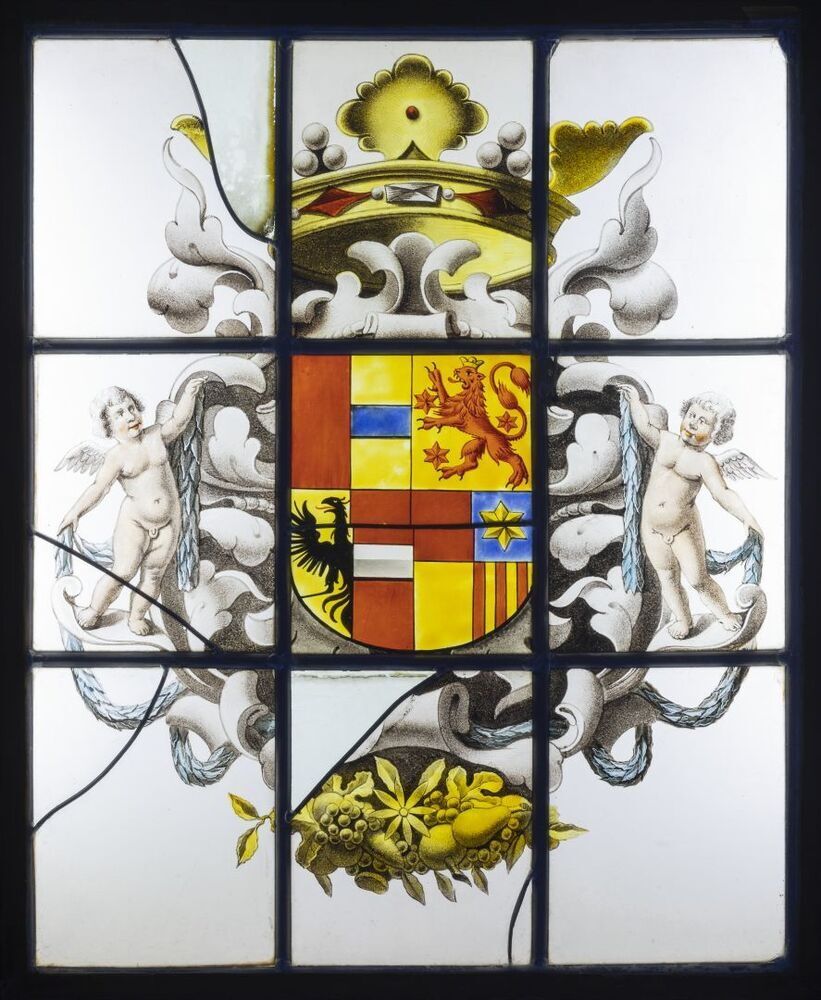
Een glas-in-loodraam van borg Ewsum met daarop (v.l.n.r.) de wapens van de families van Ewsum, MacDowell, Sickinghe en van Fritema, circa 1648

### Johan Lewe
Na Everts overlijden in 1641 duurde het tot 1648 tot de boedelscheiding plaatsvond tussen zijn nalatenschap en die van zijn schoonvader. Hierbij verkreeg Everts zoon Johan Lewe (die dat jaar trouwde) de Middelstumse borgen Ewsum en Asinga.
Johan Lewe liet de borg rond 1649 sterk verbouwen. Hij liet de bestaande borg compleet verbouwen naar voorbeeld van Scheltkema-Nijenstein, liet een toren aanbouwen en liet de geschuttoren ervoor verlagen en het onderstuk ervan omgorden met een steenlaag. Vlak voor 1657 zijn delen van de borg afgebroken en in 1657 werd het westelijke schathuis gebouwd. Op een schilderij van zijn zonen Evert en Reint uit 1657 of 1658 van Jan Janz. de Stomme is op de achtergrond Ewsum te zien met twee geschuttorens. In werkelijkheid is er echter nooit een tweede geschuttoren gebouwd. Met de verbouwing veranderde de borg van een versterkte woonstede in een buitenplaats.
Rond 1649 wist Lewe ook Mentheda te verkrijgen, waarmee hij heer werd van heel Middelstum. Hoewel hij in 1649 Asinga wel weer verkocht, behield hij namelijk de heerlijke rechten die erop rustten. Lewe schonk in 1656 fraaie avondmaalsbekers aan de kerken van Middelstum en Westerwijtwerd en liet in 1662 een carillon aanbrengen in de kerk van Middelstum door Pieter en François Hemony.

### Evert Lewe en nazaten

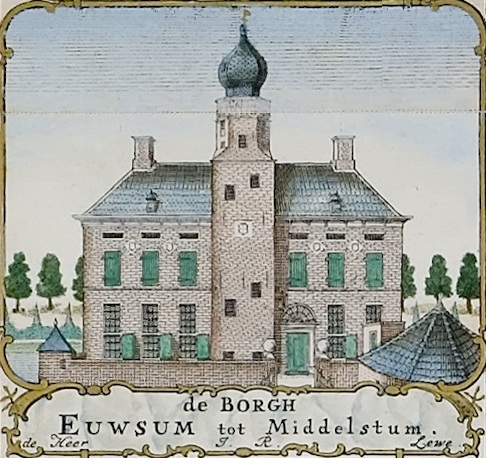
De borg op de kaart van Theodorus Beckeringh (1781)

Na zijn dood rond 1670 kwam de borg in de handen van zijn zoon Evert Lewe de borg, die echter reeds in 1680 ongehuwd stierf, waarop zijn broer Reint Ewsum kreeg. Na zijn dood in 1704 kreeg zijn zoon Jo(h)an de borg. Na zijn dood in 1737 kreeg zijn zoon Reint Jan Lewe de borg. Nadat deze ongehuwd overleed in 1742, kreeg zijn broer Edzard Jacob de borg. Deze liet in 1744 het Middelstumse Asinga (herkregen door zijn overleden broer in 1739) verkopen op afbraak. Na zijn vroege dood in 1753 (hij was nog maar 33) overleefde zijn vrouw Allegonda Maria Rengers hem nog tot 1798. Bij haar dood werd gepoogd huis te verkopen. Het bestond toen volgens de verkoopomschrijving onder andere uit de borg, geschuttoren, twee schathuizen (waarvan een met oranjerie), hoven, singels, lanen, grachten, vijvers, bomen en plantages, die bij elkaar ongeveer 11 grazen omvatten, alsook een koepel of zomerhuis aan het Boterdiep, appelhof met een vijver en de oude borgsteden van de afgebroken borgen Asinga en Mentheda met hun rondelen en grachten. De verkoop werd echter opgeschort in opdracht van het Groningse intermediair administratief bestuur in verband met een decreet van het Uitvoerend Bewind van de Bataafse Republiek, dat verordonneerde dat geen overdrachten mochten geschieden door personen die tussen 1787 en 1795 een post hadden gehad als regent of minister en zich nu in het buitenland bevonden. Dit sloeg op Edzard Jacobs oudste zoon Reint Jan, die tot 1795 een hoge functie had in De Ommelanden, maar dat jaar was gevlucht naar Norden. Kort daarop hief een nieuw intermediair administratief bestuur het verbod weer op en werd een nieuwe poging gedaan het goed te verkopen, maar zonder succes, want in september 1798 werd de verkoop stopgezet en de goederen bleven aldus in handen van de beide overledenen. Een inventaris uit rond 1800 vermeldt dat hun bezittingen naast de borg met landerijen (41,5 grazen), twee huizen in de stad Groningen, 2135 grazen (ruim 1000 hectare) land en 65 heemsteden (boerderijen) bij Middelstum en Stitswerd omvatte, waarmee jaarlijks 7700 gulden werd verdiend. Het vermogen in geld en obligaties lag met 26.778 gulden echter een stuk lager dan de schulden in obligaties en achterstallige renten, die ongeveer 118.635 gulden bedroegen. Toen Reint Jan overleed in 1800 vond een gedeeltelijke boedelscheiding plaats, waarbij Ewsum eigendom werd van zijn jongere broer Egbert, die Ewsum in 1805 met rechten overdroeg aan zijn zoon Edzard Jacob, die zijn kantoor vestigde in Ewsum en het huis daarom weer bewoonbaar maakte en herstelde.

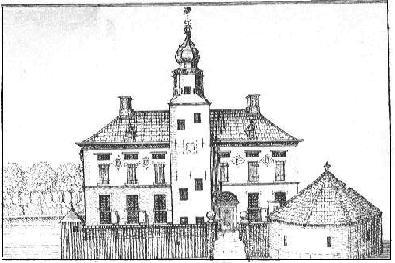
De borg op een tekening van J. Ensing (1843.)

In 1851 probeerde hij het tevergeefs 'uit de hand' te verkopen, waarop het in 1856 publiekelijk werd verkocht aan de latere burgemeester van Winsum, Hendrik Willem Wierda voor de som van 40.275 gulden (= ± € 18.000). Edzard Jacob overleed nog hetzelfde jaar toen hij onderweg was naar Ouderkerk met de bedoeling zich daar te vestigen.

### Wierda en Vinhuizen
Wierda liet de inmiddels vervallen borg en het westelijke schathuis (ook wel koetshuis genoemd) in 1863 afbreken; alleen de gevechtstoren en het oostelijke schathuis overleefden de sloop. De vijf zerken wapenschilden die zich in de gevel van de toren bevonden, werden overgeplaatst naar de gevel van Ekenstein. Bij de afbraak werd midden onder de borg een stenen fundament gevonden, mogelijk van een toren. De stenen en het puin van Ewsum raakten door de hele provincie verspreid. Wierda gebruikte het puin echter vooral voor het verharden van de Oosterbuursterweg (nu de weg Oosterburen) ten zuiden van de borg. De grond werd afgegraven tot een diepte van 1,7 meter. Veel voorwerpen uit de borg werden naar het Groninger Museum gebracht.
Nadat het borgterrein enkele decennia voor braak was achtergelaten, werd het in 1916 gekocht door Siemon Ludolf Vinhuizen, die in 1917 de linden rond de borg liet vellen. In 1932 liet hij door architect Sietze Albert Veenstra een grote boerenschuur in de stijl van de Amsterdamse School bouwen achter het oostelijke schathuis. Sindsdien bestaat het gebouw uit een schathuis met aan zuidzijde een koetsierswoning, in het midden een koetshuis met paardenstal. In het noordelijk deel bevond zich een schoonmaakkamer voor paardentuig. Onder de tweede kap werd het vee gestald. Siemons broer Jacob Vinhuizen kocht in 1890 Mentheda en liet er in 1896 een villa bouwen. Familielid Aaltje Vinhuizen kocht in 1926 Asinga.

### Omzetting naar Landgoed Ewsum
Staatsbosbeheer liet tussen 1984 en 1994 een dorpsbos voor Middelstum aanleggen (Middelstumerbos) ten zuiden van de oprijlaan van Ewsum. Begin jaren 1990 werd besloten tot het herstel van borgterrein en gebouwen en het 'teruggeven' van het borgterrein aan de Middelstumse bevolking. In 1991 werd de donjon hersteld. In 1992 werd door kunstenares Hanneke Schoone, die met haar man schilder Peter Huigen een deel van het schathuis bewoont, de stichting Werkprojecten De Ossekop (vernoemd naar het appelras) opgericht, een sociale werkplaats die sindsdien verstandelijk beperkte jongeren en langdurig werklozen met psychische problemen laat werken op het terrein vanuit de werkplaats in de schuur achter het schathuis. Later werd de naam gewijzigd in Groenprojecten Ewsum en tegenwoordig heet het Ewsum WerkPro.
In 1993 verkochten de nazaten van Jacob Vinhuizen de borg en omliggende landerijen aan Staatsbosbeheer, die het verpachtte aan de Stichting Groninger Borgen. De binnen- en buitengracht rond Ewsum werden in 1994 uitgebaggerd. In 1995 werd de lindelaan herplant door de jeugd van Middelstum. In 1998 werd bij archeologisch onderzoek puin van de funderingen van het westelijke schathuis gevonden, alsook een spoor dat mogelijk toebehoorde aan een voorloper van de borg of een van beide schathuizen. Met hulp van de Stichting Groninger Borgen werd door de werkplaats eerst een fruitmuur met kas gebouwd, vervolgens riolering, paden en een groentetuin aangelegd en ten slotte het schathuis gerestaureerd.

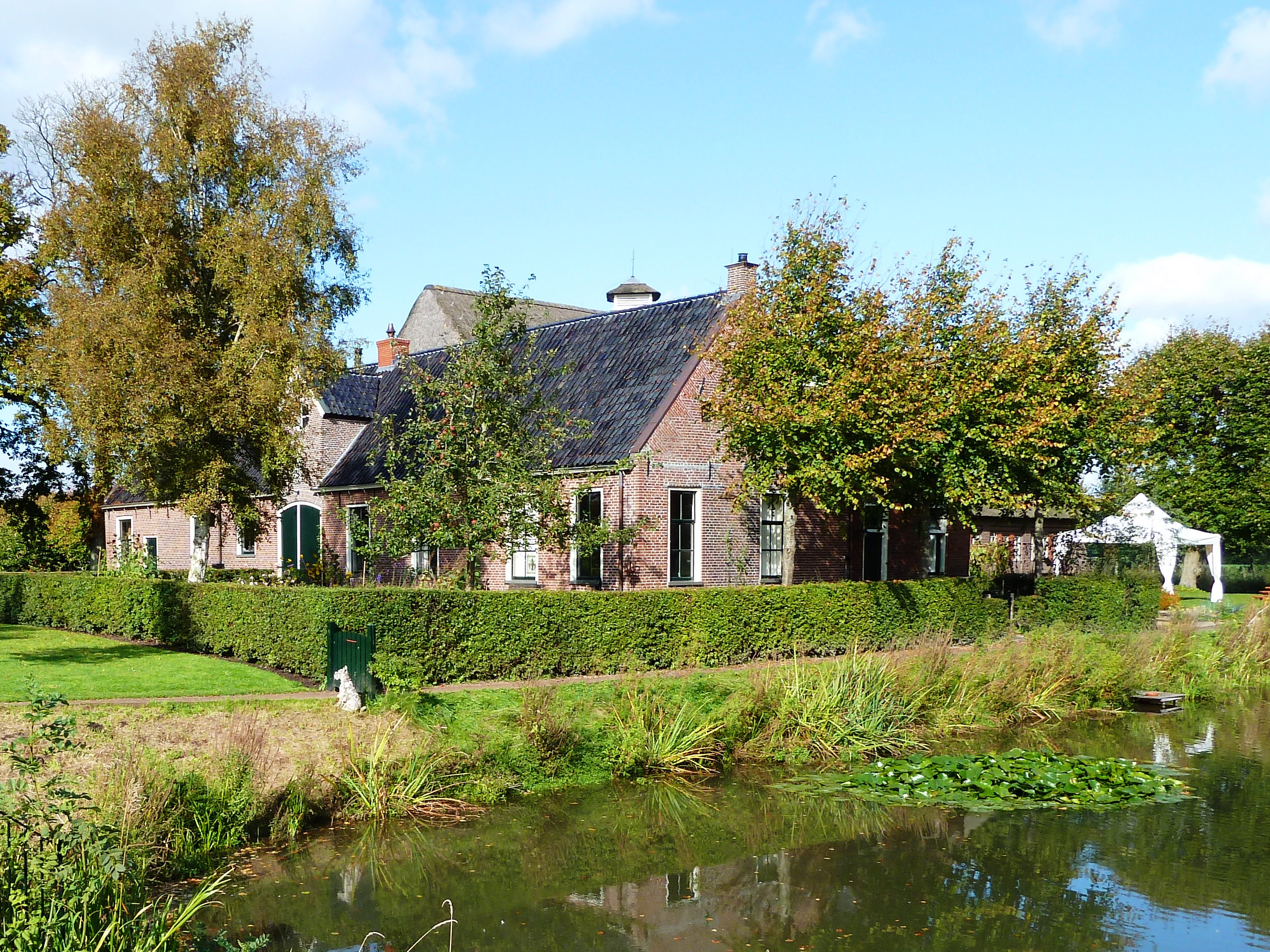
Het gerestaureerde schathuis

In 2006 werd in het kader van de opheffing van de Stichting Groninger Borgen het terrein voor 1 euro overgedragen aan de nieuwe Stichting Beheer Borgterrein Ewsum (ontstaan tijdens de restauratie van het schathuis), die het terrein sindsdien in erfpacht houdt van Staatsbosbeheer. Hetzelfde jaar werd een theeschenkerij geopend in het gerestaureerde koetshuis van het schathuis. Deze theeschenkerij werd aanvankelijk geëxploiteerd door de eigenaar van de Middelstumse Herberg in de Valk, waarbij Ewsum WerkPro voor het personeel zorgde. Na een conflict over het personeel nam Ewsum WerkPro in 2008 de exploitatie op zich. Herberg in de Valk heeft er nog wel een erfgoedlogies (logies en ontbijt). Verder is er een tentoonstellingsruimte gevestigd in het schathuis door Schoone, waar wordt geëxposeerd door de stichting Beetke Benieuwd. Sinds 2003 worden elk jaar zomers streekproductenmarkten (5 à 6 keer) en andere activiteiten georganiseerd op het borgterrein.

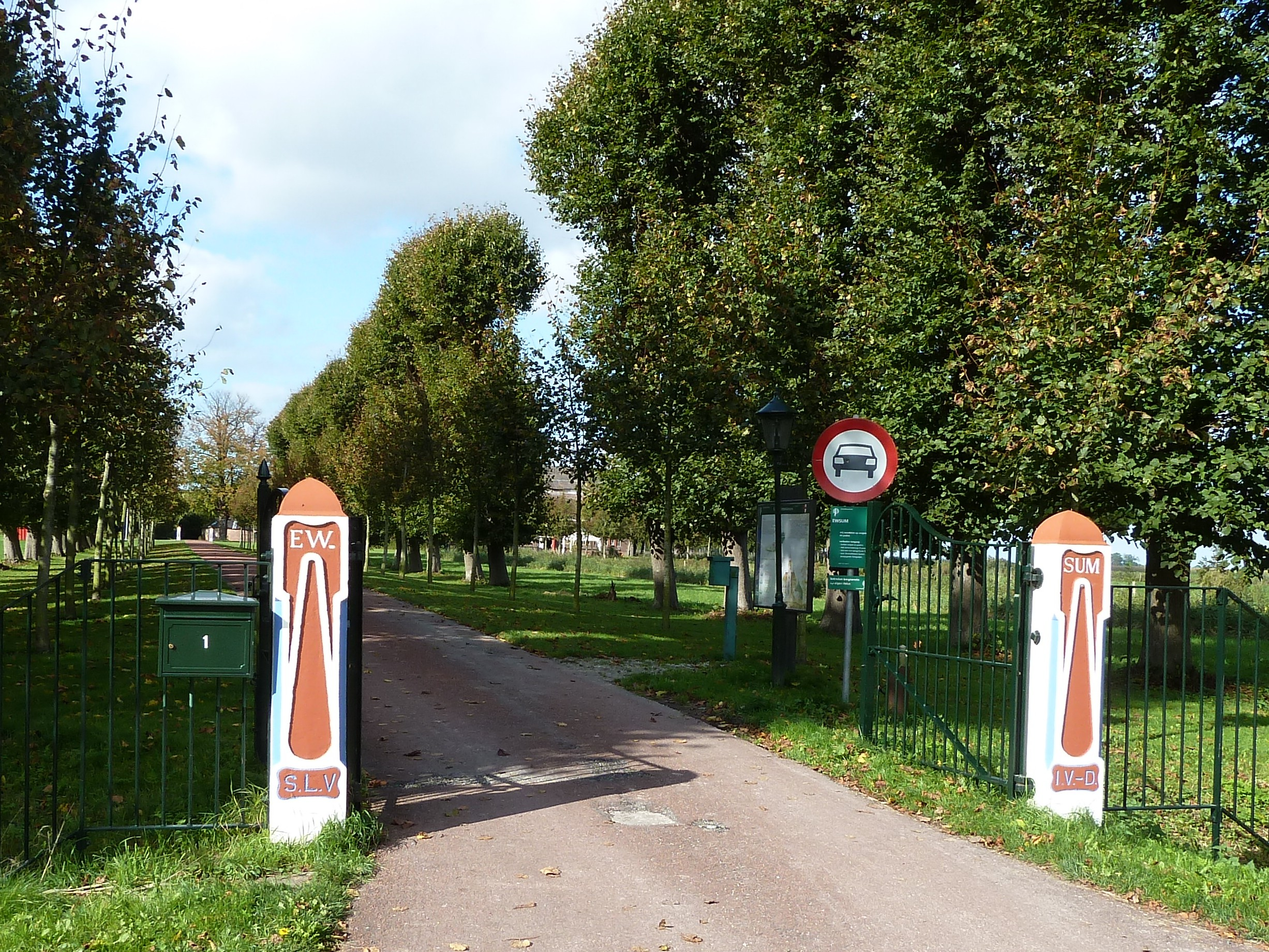
Ingang naar de oprijlaan van Ewsum
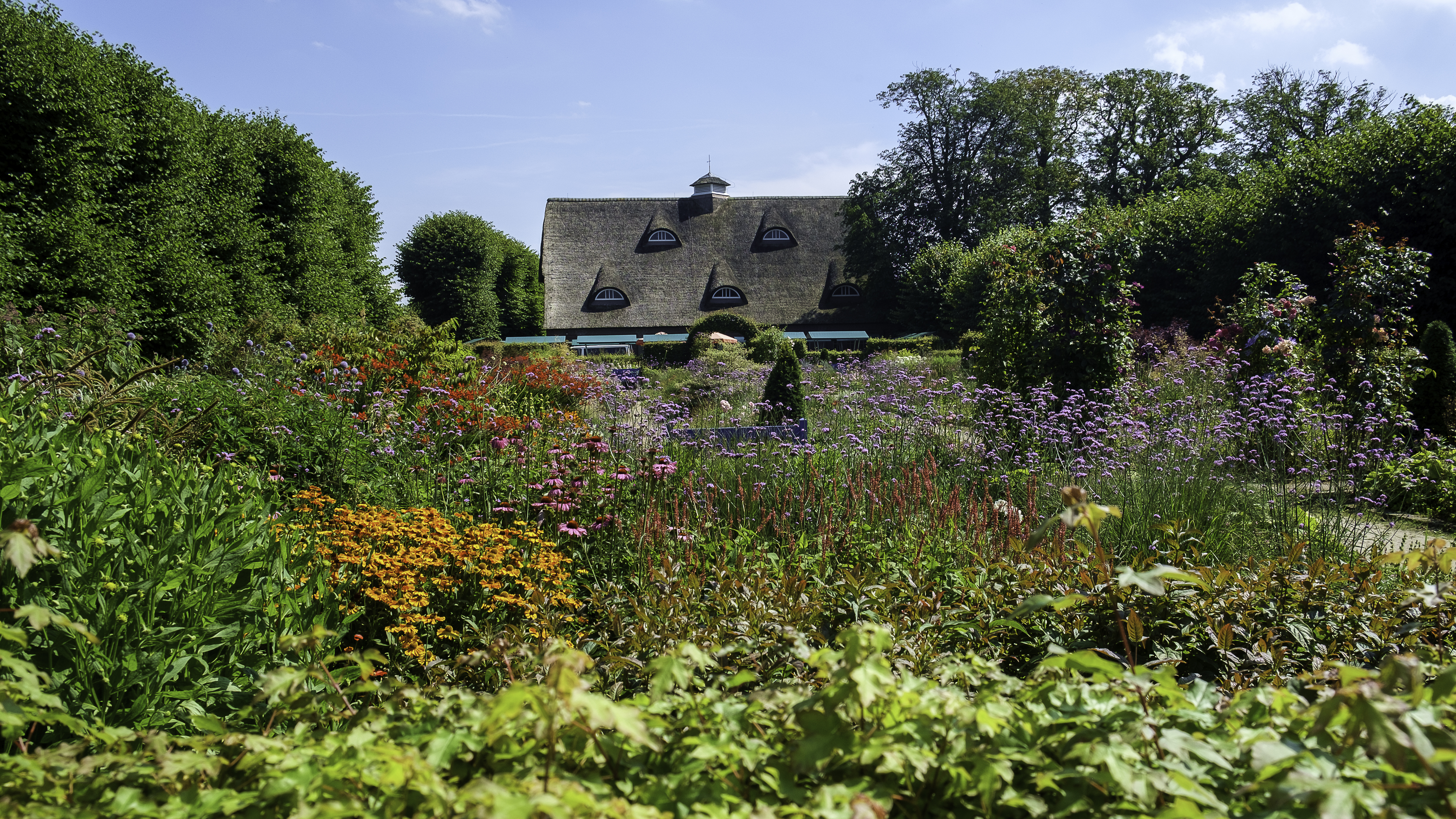
Bloemenkwekerij gezien naar voren
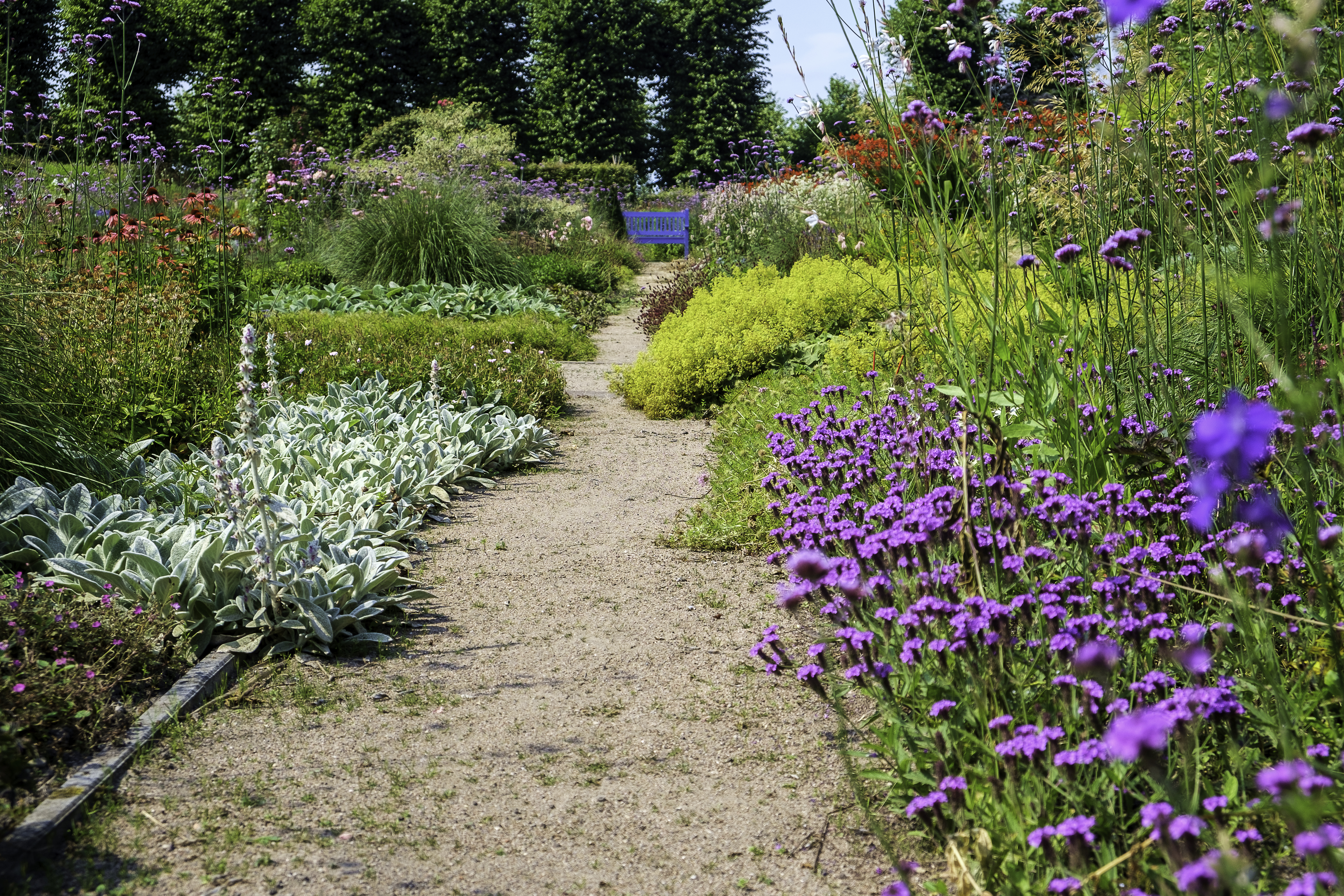
Deel van de bloementuin
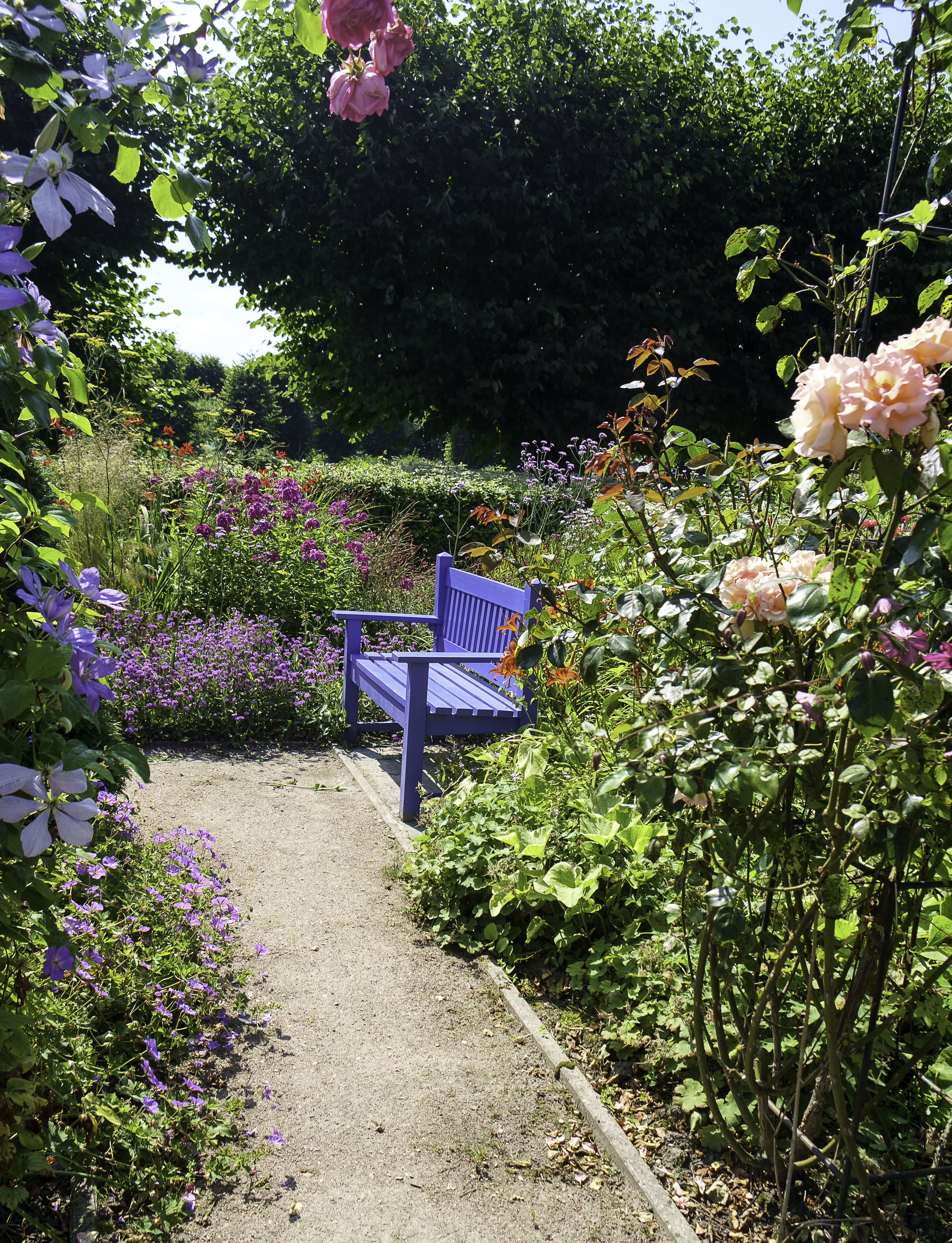
Bankje in de bloementuin